# Loscorrales
Loscorrales – gmina w Hiszpanii, w prowincji Huesca, w Aragonii, o powierzchni 40,25 km². W 2011 roku gmina liczyła 107 mieszkańców.